# .tm
.tm – domena internetowa przypisana Turkmenistanowi.